# Villejuif - Léo Lagrange (métro de Paris)
Villejuif - Léo Lagrange est une station  de la ligne 7 du métro de Paris, située sur la commune de Villejuif.

## Histoire
La station est ouverte le 28 février 1985 en même temps que le prolongement de la ligne 7 à Villejuif - Louis Aragon. Le nom de projet de la station était Villejuif 1. Sa dénomination actuelle rend hommage à l’avocat socialiste Léo Lagrange (1900-1940).
En 2019, 2 830 893 voyageurs sont entrés à cette station ce qui la place à la 187e position des stations de métro pour sa fréquentation sur 302,.
En 2020, avec la crise du Covid-19, 1 500 000 voyageurs sont entrés dans cette station ce qui la place à la 175e position des stations de métro pour sa fréquentation.
En 2021, la fréquentation remonte progressivement, avec 1 952 627 voyageurs qui sont entrés dans cette station ce qui la place à la 182e position des stations de métro pour sa fréquentation.

## Services aux voyageurs

### Accès
La station comporte un escalator montant, à partir du quai direction Villejuif - Louis Aragon, directement au niveau de la voie publique, avenue de Paris. Elle comporte quatre sorties, qui sont des deux côtés de l'avenue.
- l'accès no 1 « rue René Thibert » est situé sur la place Oscar Niemeyer et comporte un escalier fixe et un escalier mécanique montant ;
- l'accès no 2 « rue Ambroise Croizat » situé sur la même place que le précédent comporte un unique escalier fixe ;
- l'accès no 3 « rue Henri Barbusse », situé le long de l'avenue de Paris, comporte un unique escalier fixe ;
- l'accès no 4 « rue Dauphin » comporte les mêmes propriétés que l'accès no 3.

Accès à la station
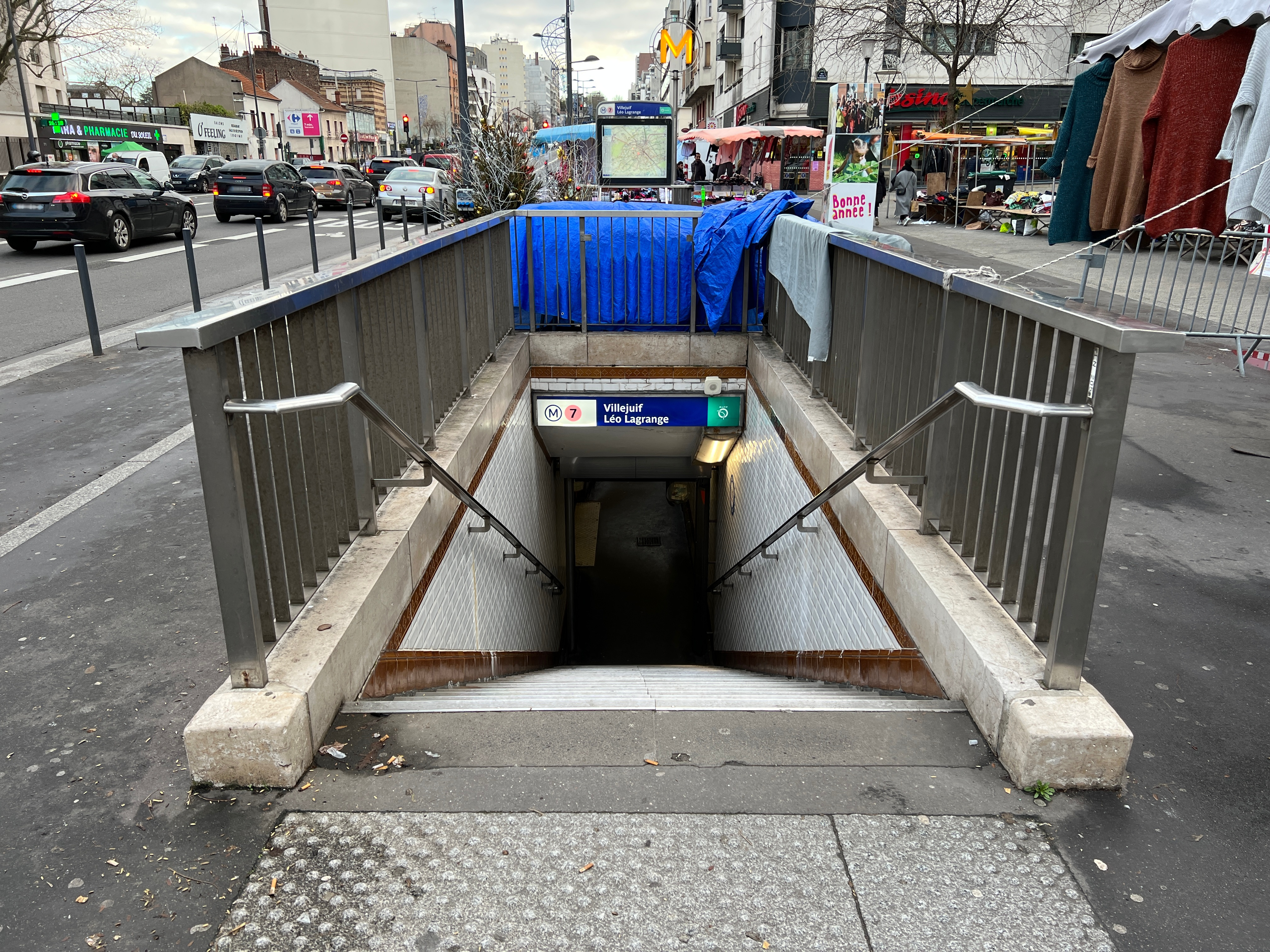
L'accès no 1 « Rue René Thibert ».
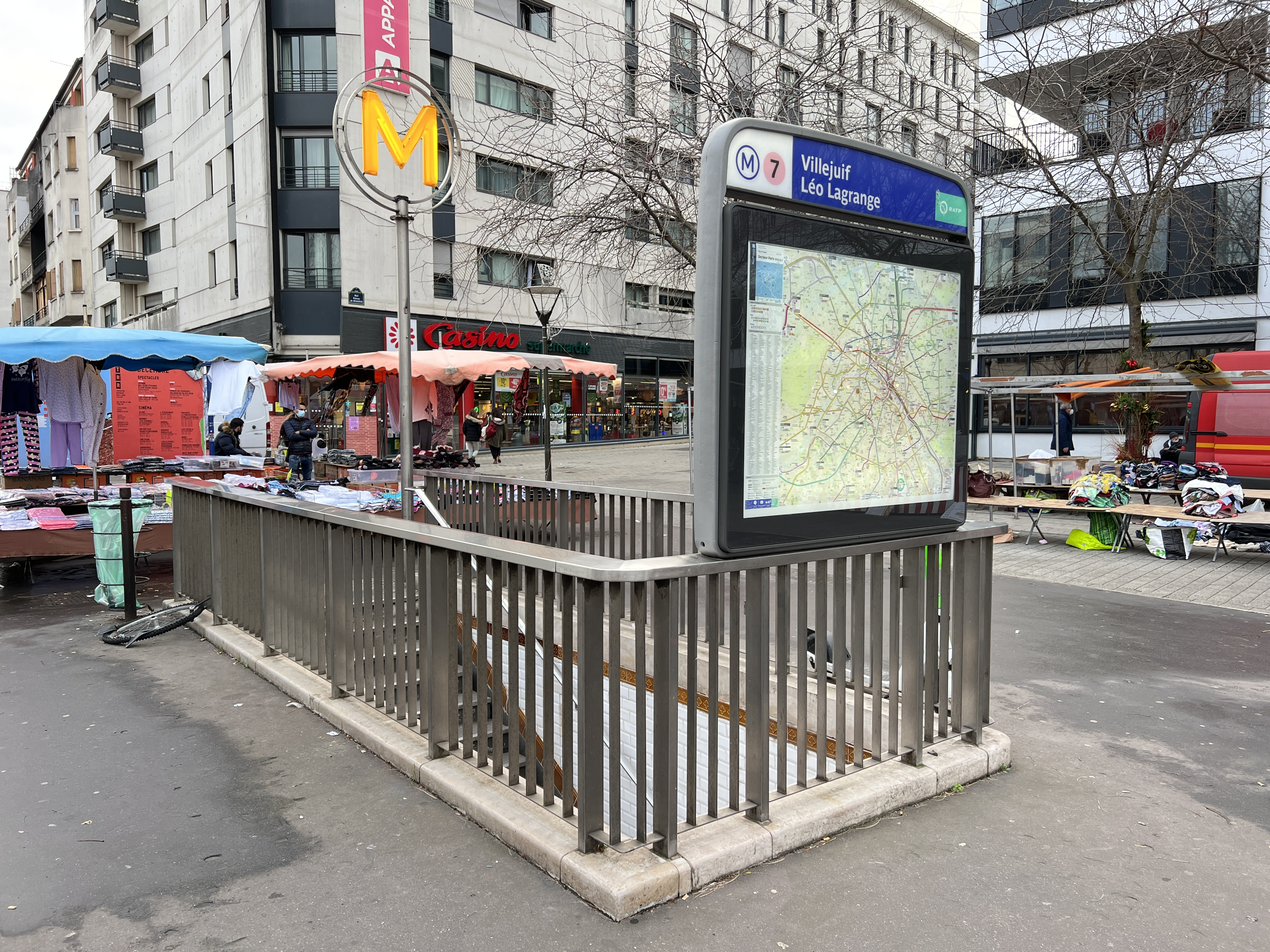
L'accès no 2 « Rue Ambroise Croizat ».
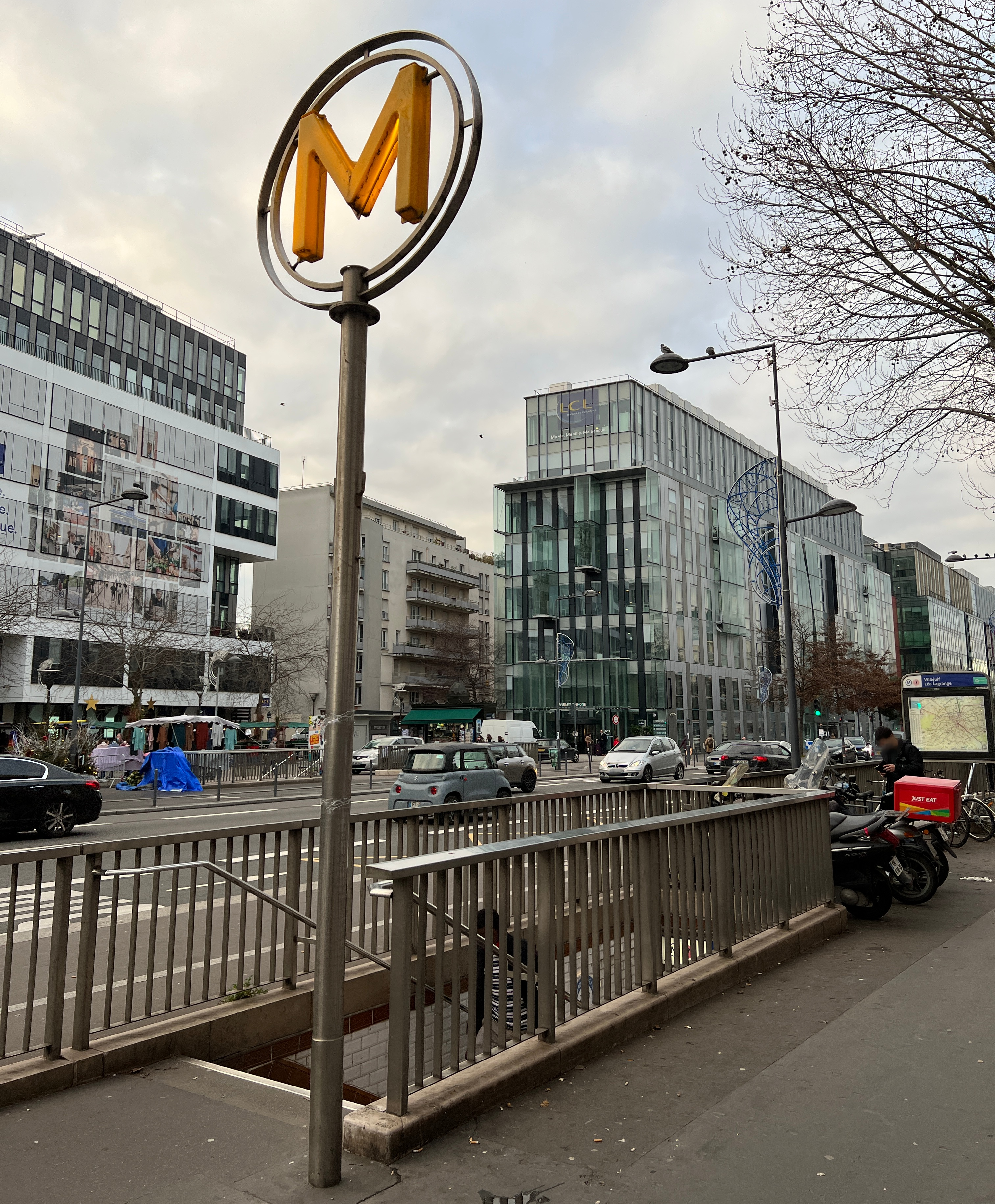
L'accès no 3 « Rue Henri Barbusse ».
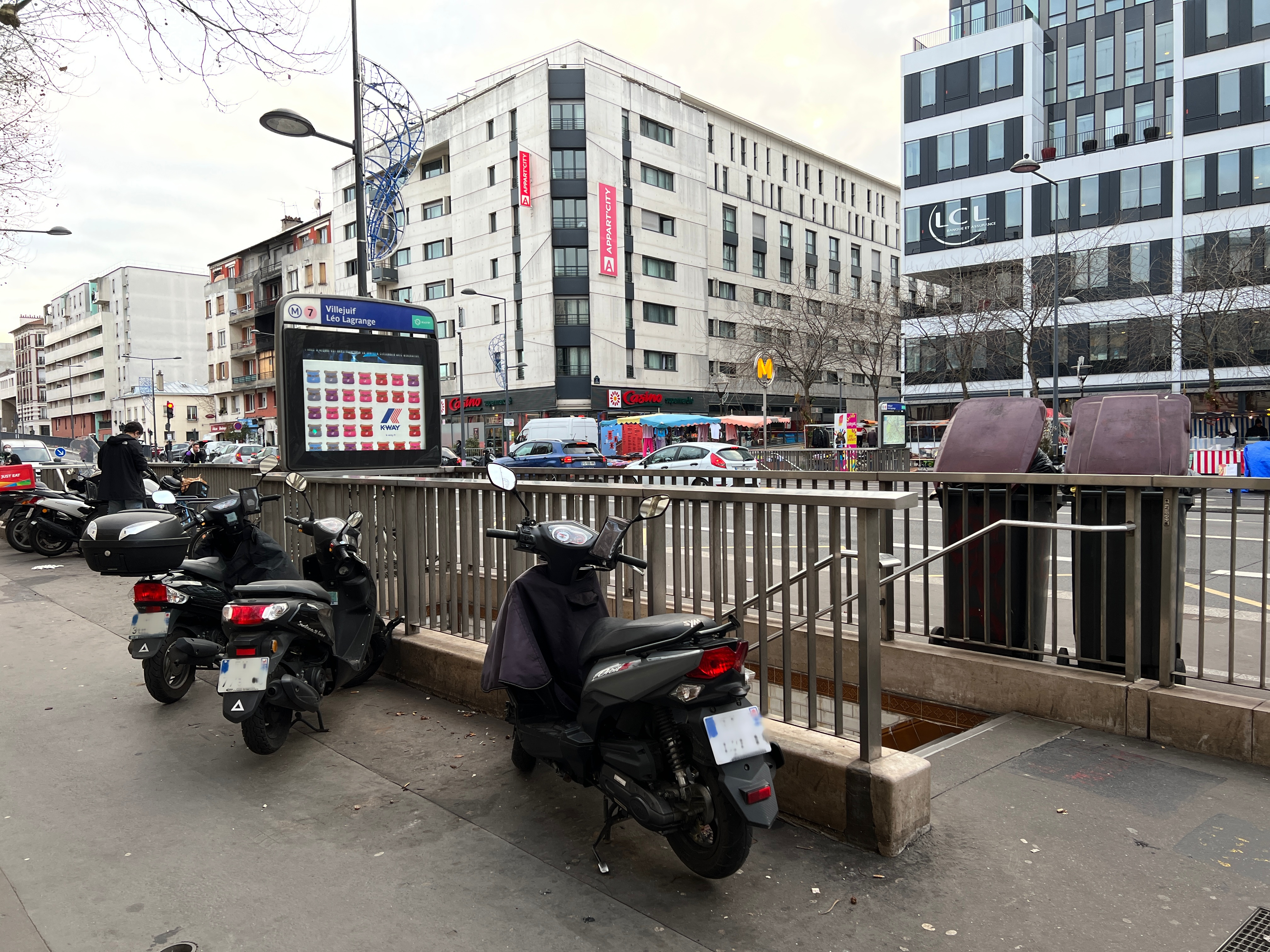
L'accès no 4 « Rue Dauphin ».

.

### Quais

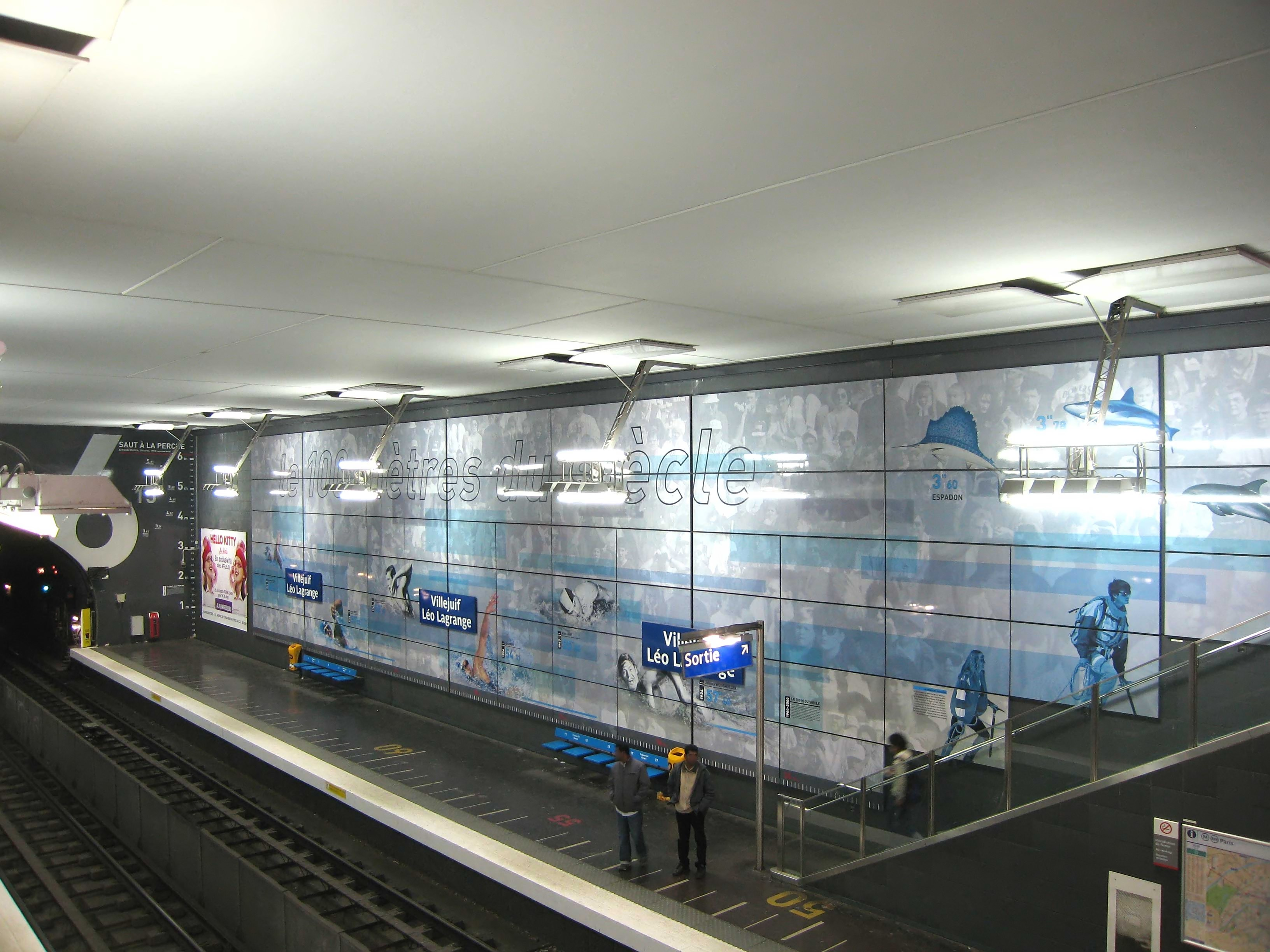
Vue d'ensemble de l'intérieur de la station.

Villejuif - Léo Lagrange est une station de configuration standard : elle possède deux quais séparés par les voies. 
Depuis le centenaire du métro, ils sont décorés aux motifs du sport. Sur les piédroits, on peut observer des photos, lire des exploits, des anecdotes ou des records des plus grands athlètes de l'histoire du sport. Les records présentés datent des années 1990 : en effet, Sergueï Bubka est à l'époque recordman de saut à la perche, Javier Sotomayor est recordman de saut en hauteur, Maurice Greene est recordman du 100 mètres et Alexander Popov est recordman du 100 mètres nage libre.
Elle fait partie des stations de métro rénovées en 2000 pour fêter le centenaire du métro.

### Intermodalité
La station est desservie par la ligne 185, le service urbain v7 et, la nuit, par les lignes N15 et N22 du réseau Noctilien.